# 沖縄IT津梁パーク

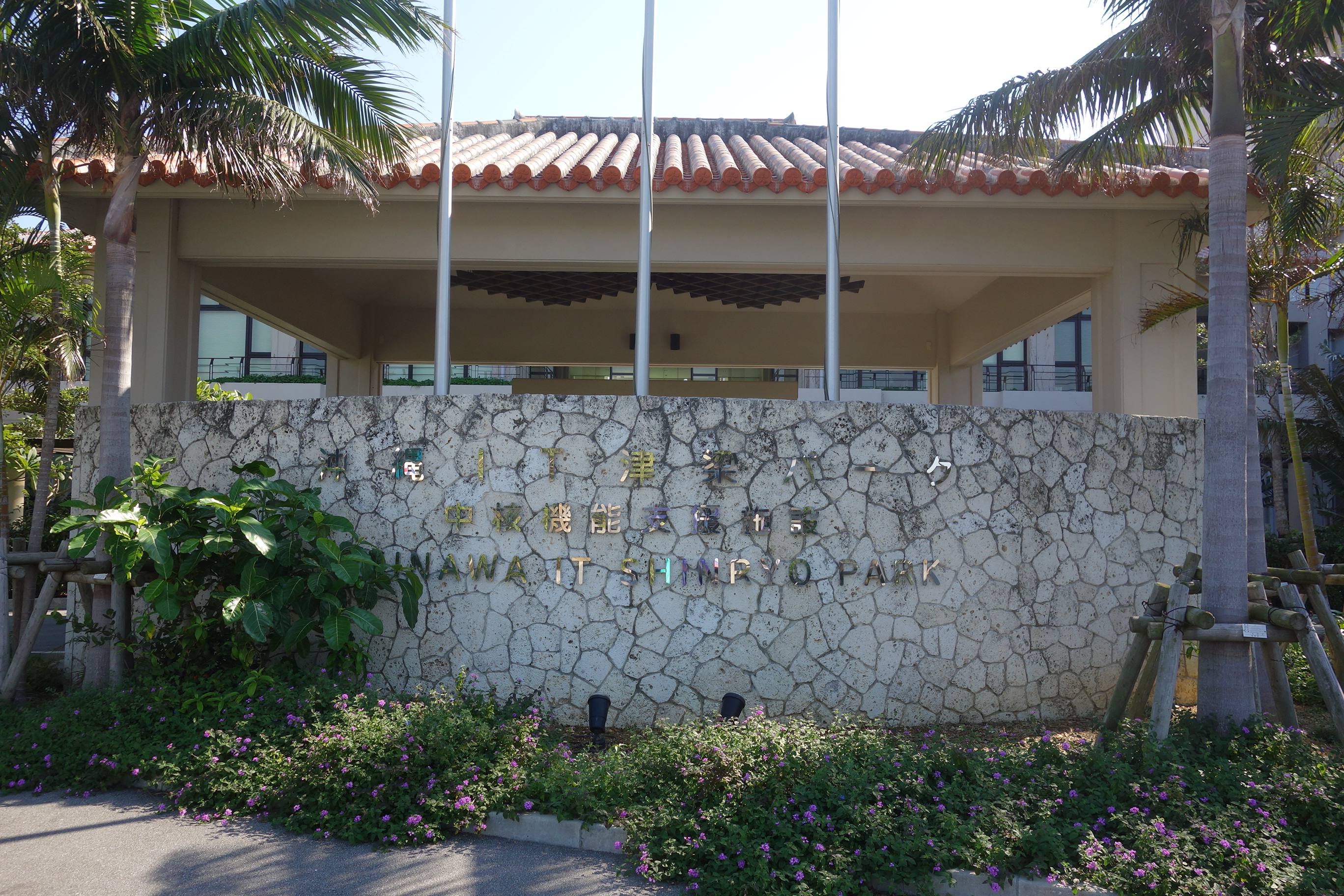
津梁パーク中核施設

沖縄IT津梁パーク（おきなわあいてぃーしんりょうぱーく、英称：OKINAWA IT SHINRYO PARK）は、沖縄県における情報通信産業の高度化のための拠点の整備を図る構想。また構想に基づき同県うるま市に建設された拠点の名称。
2007年3月に内閣府の新沖縄情報通信産業振興検討会第3回検討会で方向性が示され、2007年5月25日に沖縄IT津梁パーク構想事業調査検討会第1回検討会（座長・中島洋MM総研取締役所長）が開催された。
沖縄タイムスの報道によると、沖縄県内で10～50ヘクタール規模の地域を開発して、IT企業やデータセンター、政府系研究機関などを誘致。2万4000人分の居住施設も建設するという。事業規模は最大で1000億円に上る。
沖縄県内で需要が伸びている企業のコールセンターやデータセンター、間接業務の一括アウトソーシング（ビジネスプロセスアウトソーシング）事業の受け皿となり、日本国内における「オフショア」拠点になることが想定されている。
2010年9月1日、東京に本社を置くIT企業・トランスコスモスが当地にBPO沖縄テクニカルセンターを新設すると発表した。
同年9月9日、中核機能支援施設と企業立地促進センターの完成記念式典が行われた。中核機能支援施設には9社、企業立地促進センターにはソニーサプライチェーンソリューションとグロヴァレックス沖縄の2社が進出する。